# Gare de Vannes
La gare de Vannes est une gare ferroviaire française de la ligne de Savenay à Landerneau, située dans le quartier de la gare, sur le territoire de la commune de Vannes, préfecture du département du Morbihan, en région Bretagne. Elle dessert notamment le golfe du Morbihan.
Elle est mise en service en 1862 par la Compagnie du chemin de fer de Paris à Orléans (PO).
C'est une gare de la Société nationale des chemins de fer français (SNCF), desservie par des TGV (dont Ouigo) et des trains express régionaux TER Bretagne.

## Situation ferroviaire
Établie à 21 mètres d'altitude, la gare de Vannes est située au point kilométrique (PK) 565,766 de la ligne de Savenay à Landerneau, entre les gares de Questembert et de Saint-Anne. En direction de Questembert, s'intercalent les gares fermées d'Elven et de La vraie-Croix.

## Histoire

### XIXesiècle
Les travaux de construction de la station sont entrepris par la compagnie du chemin de fer de Paris à Orléans (PO) en même temps que ceux de la voie ferrée. Le site choisi est à l'écart de la ville, proche de la route impériale 167 et du village de Saint-Symphorien. Le bâtiment voyageurs est conforme au style développé pour seize des gares de la ligne, il comporte une alternance de lignes rouges et blanches réalisées en briques et pierres blanches. Conçue par M. Leroux ingénieur de la compagnie, c'est une gare de première classe au style néo-classique avec un corps principal à étage et deux ailes en rez-de-chaussée, une verrière protège les voyageurs en couvrant les deux voies et les quais. D'autres bâtiments, notamment une halle à marchandises et une remise à voitures sont édifiés en même temps.
La gare de Vannes est mise en service le 21 décembre 1862 par la Compagnie PO, lorsqu'elle ouvre à l'exploitation la section, à voie unique, de Vannes à la gare de Lorient de sa ligne de Savenay à Châteaulin. Les festivités de l'inauguration ont lieu à Vannes. Cette ouverture simultanée avec celle de la ligne de Rennes à Redon, également à voie unique, permet la desserte de Vannes par des trains en provenance de Nantes via Savenay et de Paris via Rennes.
Après cette première ligne, Vannes va rester à l'écart des embranchements permettant le lien avec le centre et le nord de la Bretagne. La ligne vers Pontivy débute à Auray (ligne Auray - Pontivy), et celle vers Ploërmel puis Dinan débute à Questembert (ligne de Questembert à Ploërmel). Ces lignes vont néanmoins apporter du trafic à Vannes, mais ce sont les chemins de fer secondaires qui vont être un plus pour l'activité du site de la gare.

La gare de Vannes vers 1900
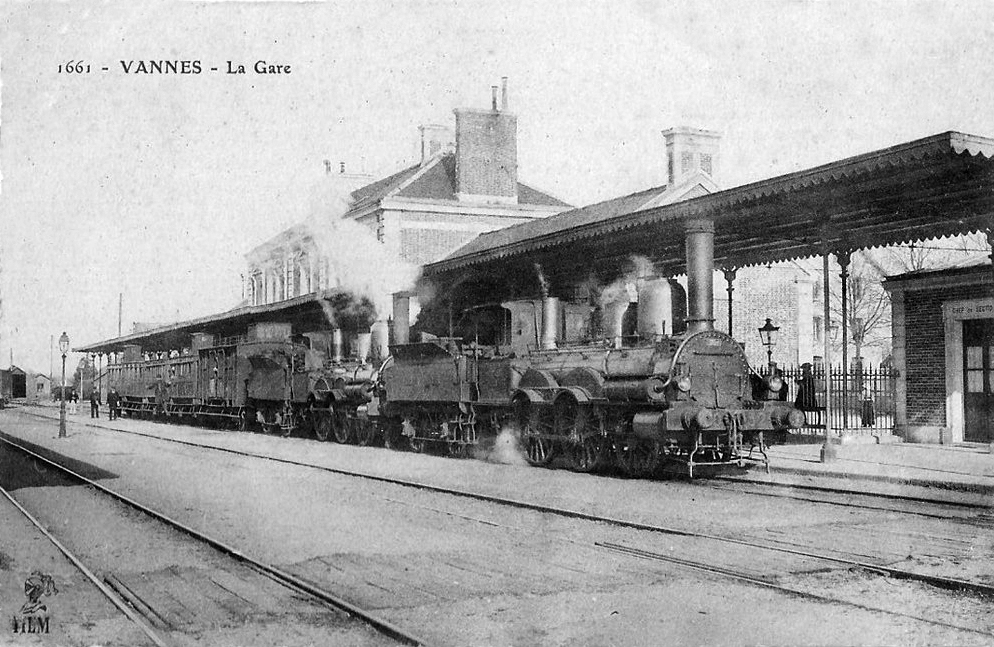
Train à vapeur pour Lorient.
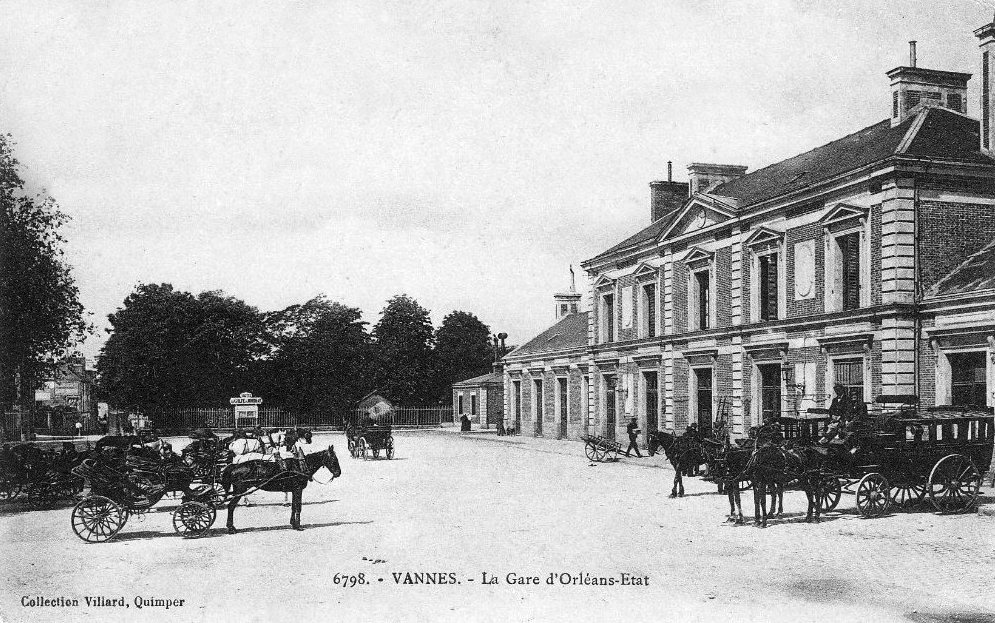
Fiacres et omnibus en attente.

### XXesiècle

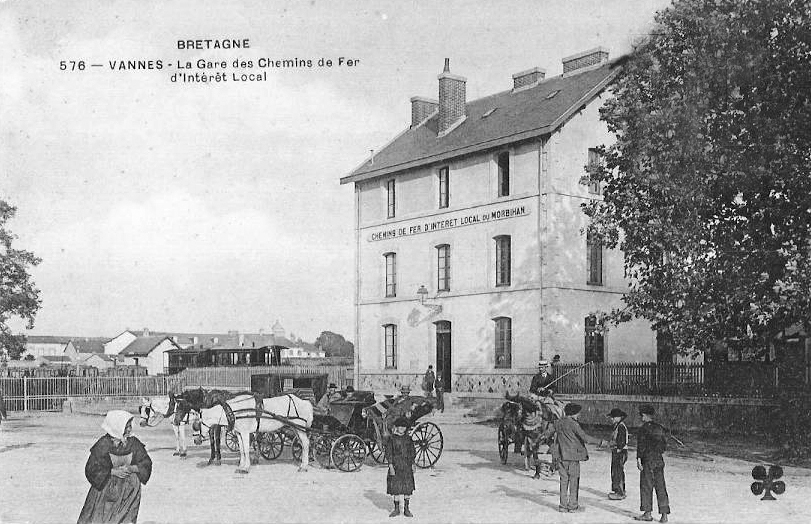
Gare d'échanges des CM, vers 1910.

Au début du XXe siècle les trafics voyageurs et marchandises sont importants. Cette activité est renforcée avec les mises en service des lignes de Locminé à Vannes, en 1902, et de Vannes à Surzur, en 1903, par la compagnie des chemins de fer du Morbihan (CM). Ces lignes étant à voie métrique, elles ne sont pas directement raccordées ; la compagnie CM installe sa gare terminus d'échange avec un bâtiment principal dans la cour de la gare (actuel emplacement de la gare routière). Les installations de la gare PO sont complétées en 1905 par la construction d'un bureau et d'une halle à marchandises, en béton armé. En 1912, le tableau des « recettes au départ » des gares de la compagnie du PO du département, indique pour la « gare de Vannes (local) » un total de recettes de 903 321 francs, ce qui la situe à la 2e place sur les trente gares ou stations.
Lors de la Seconde Guerre mondiale, le seul bombardement sur la ville de Vannes est ciblé sur la gare et son quartier. Il ne détruit qu'un wagon citerne vide. En 1947, la ligne des chemins de fer du Morbihan est fermée du fait du transfert sur la route, par autocars, du transport des voyageurs.
Le 5 février 1962 la SNCF accepte d'installer une mosaïque, offerte par la ville, œuvre du Vannetais Girard et représentant la duchesse Anne devant les remparts de la ville et accompagnée de sainte Anne, sainte Ursule et sainte Marguerite d'Écosse. La mosaïque est déplacée, en 1969, lors d'une modification de l'agencement du hall de la gare. La création de la rocade routière, dans les années 1970, nécessite la création de ponts ferroviaires permettant aux voies qui desservent la gare de passer au-dessus de la route. En avril l'armée (5e génie) déplace deux tabliers métalliques au lieu-dit « le pont d'Argent » avec son engin dénommé le « Diplodocus ». Le chantier pour la construction du pont définitif en béton armé est ouvert en octobre.
Un troisième quai est créé en 1990, ce qui nécessite le prolongement du souterrain piéton pour permettre l'accès au nouveau quai et à la voie 4 prévue pour des trains arrivant de Redon avec une voie banalisée accessible à 60 km/h. L'ancien bâtiment de la gare des chemins de fer du Morbihan , devenue CTM après le transfert sur route, et sa cour des voyageurs sont détruits en 1994 pour laisser la place à un espace multimodal avec une gare routière.

### XXIesiècle
Un grand chantier de rénovation et de modification des espaces est ouvert en 2004. L'ancienne cours aux marchandises est remplacée par un parking, le souterrain est équipé d'ascenseur permettant l'accès à chacun des quais aux personnes à mobilité réduite, un « pôle multiservice » est créé dans un nouvel espace construit dans le prolongement de l'ancien bâtiment qui est rénovée et auquel est ajouté un hall vitré devant la façade ancienne, qui a conservé son aspect d'origine avec l'alternance des briques rouges et des pierres blanches des gares PO de la ligne. Le chantier dure deux ans, l'inauguration a lieu le 17 novembre 2006 en présence notamment d'Anne-Marie Idrac, présidente de la SNCF.
À la fin de l'année 2015 la desserte de la gare par les trains Intercités de la relation de Quimper à Bordeaux via Nantes est arrêté du fait de la suppression de cette ligne.

## Service des voyageurs

### Accueil

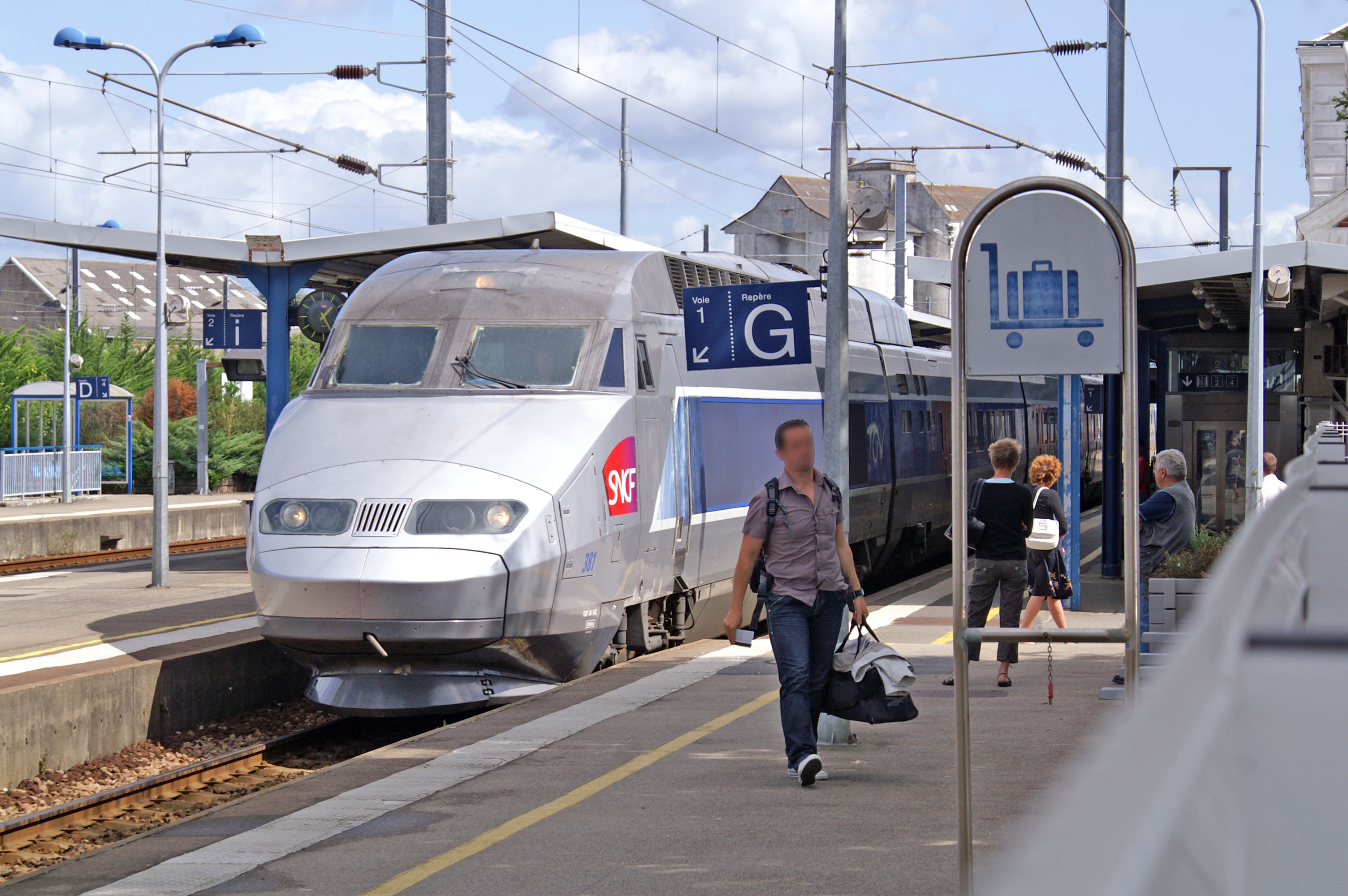
TGV Atlantique arrivant au quai 1.

Gare SNCF, elle dispose d'un bâtiment voyageurs, avec guichets, ouvert tous les jours. Elle est équipée d'automates pour l'achat de titres de transport. Des services sont notamment disponibles pour les personnes à mobilité réduite (gare « Accès plus ») et les jeunes voyageurs. Une boutique de presse et un bar - brasserie - restaurant y sont installés,.
La traversée des voies et l'accès aux quais s'effectuent par un passage souterrain équipé d'escaliers et d'ascenseurs ; à partir de mai 2025, une passerelle (accessible aux vélos et fauteuils roulants) reliera le nord et le sud de la gare.

### Desserte
Vannes est desservie par le TGV et des trains express régionaux :
Vannes et la Bretagne Sud sont desservies par les TGV inOui et Ouigo de la relation entre Quimper et Paris-Montparnasse via Rennes et Redon. Le temps de parcours pour Paris est d'ordinaire de trois heures.
C'est également une gare des TER Bretagne desservie par les trains des relations : Rennes - Quimper (ligne 02), Quimper - Nantes (ligne 03), Vannes - Lorient (ligne 12) et Redon - Vannes (ligne 19).

### Intermodalité
Un parc pour les vélos (20 places + 48 dans un local sécurisé pour les abonnés TER) et des parking (payants) sont aménagés, sur la place de la gare et dans la rue de Strasbourg. Il y a également des services de location de voitures et une station de taxis. Toutefois, des modifications interviennent en 2024 dans le cadre de l'aménagement d'un pôle d'échanges.
Une gare routière est desservie par des bus urbains et des autocars.

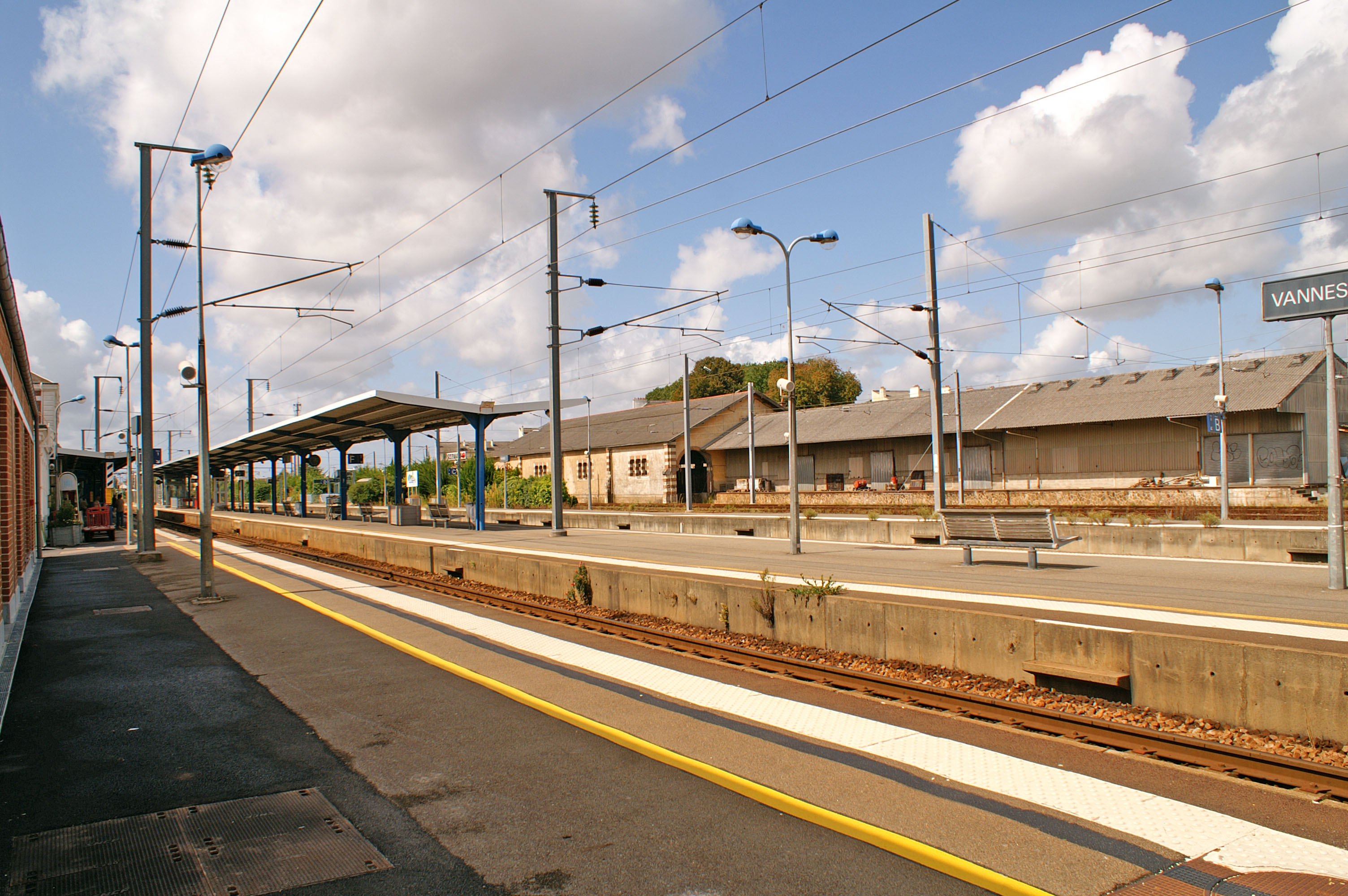
Voies et quais en direction de Lorient.
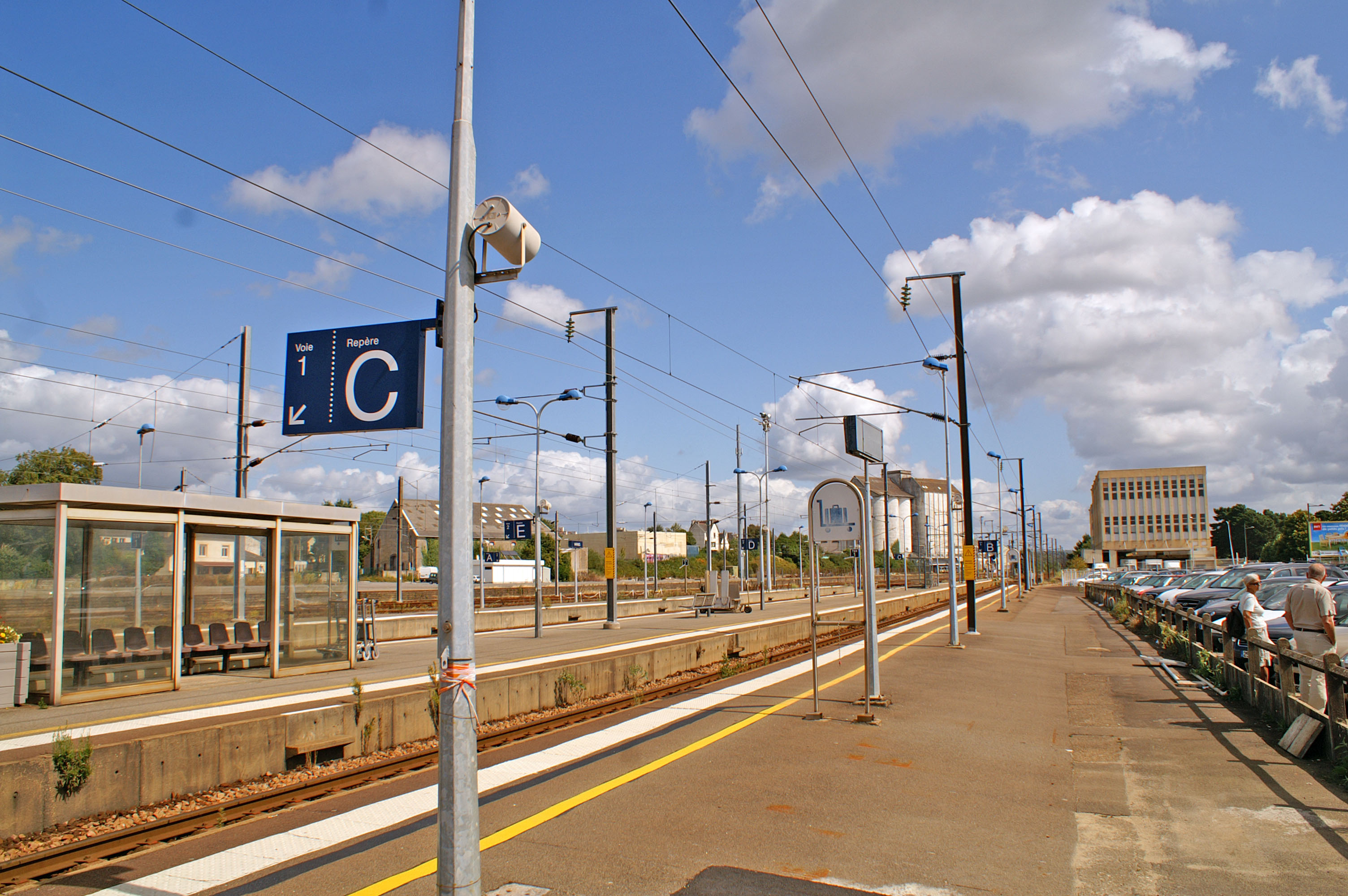
Voies et quais en direction de Redon.

## Embranchement particulier
Comme dans de nombreuses villes de garnison, la gare disposait d'un embranchement militaire avec quai. Aujourd'hui, au PK 563,208 un embranchement privé dessert UNICOPA, et un embranchement est géré par la ville de Vannes, il s'agit de l'ancienne voie du Chemin de fer du Morbihan la voie métrique étant remplacée par une voie à écartement normal, long de 5 km il rejoint la zone du Prat où il dessert notamment l'usine Michelin.

## Parrainage de machines
Deux machines sont baptisées au nom de Vannes : locomotive BB 15056 baptisé « Vannes », le 29 novembre 1980 et la rame TGV no 356 baptisé « Pays de Vannes », le 21 septembre 1991.